# Aive
Aive（日語：アイヴィ、1991年7月27日—，本名不詳）是出身於日本神奈川縣的女模特兒及寫真偶像，她擁有一半孟加拉血統及一半日本血統。父親是孟加拉人，母親是日本人。

## 外部連結
- Aive官方網站 （日語）
- Aive的官方Ameba部落格（页面存档备份，存于） （日語）
- Aive官方Twitter頁面（页面存档备份，存于） （日語）
- Aive　第2回ビキニ・プリンセスを探せ！、2009年3月、週刊Playboy手機版 （日語）